# Мостовая (Тюменская область)
Мостовая — деревня на территории  Тобольского района Тюменской области. Входит в состав Полуяновского сельского поселения.
Деревня находится берегу реки Мостовка.

## Население
| 2010 |
| ---- |
| 5    |